# Szymonowo
Szymonowo (niem. Simnau, Gr. Simnau) – wieś w Polsce położona w województwie warmińsko-mazurskim, w powiecie ostródzkim, w gminie Małdyty.
W latach 1975–1998 miejscowość administracyjnie należała do województwa olsztyńskiego.

## Zabytki
We wsi znajduje się:
- kościół klasycystyczny z przełomu XVIII/XIX w., wieża nakryta wklęsłym hełmem ostrosłupowym[3], ołtarz z XVII w.
- pałac z początku XX w., przebudowany (w latach 90. XX w. mieścił się dom dziecka). W zespole pałacowym kordegarda z początku XX w.

## Historia
Wieś wzmiankowana w dokumentach z 1301 i 1311, jako wieś czynszowa na 60 włókach. Inne dane wskazują, że wieś została założona w 1324. Pierwotna nazwa wsi – Symenow. W 1782 we wsi odnotowano 29 domów (dymów), natomiast w 1858 w 17 gospodarstwach domowych było 245 mieszkańców. W latach 1937–1939 było 605 mieszkańców. W 1973 wieś, wraz z niezamieszkanym wówczas przysiółkiem Linecki Róg (niem.  Linkswinkel), należała do powiatu morąskiego, gmina i poczta Małdyty.
Około 1 km na wschód od Szymonowa znajduje się jezioro Ruda Woda (na szlaku Kanału Elbląskiego, powierzchnia jeziora – 665 ha, szer. do 1,7 km, maksymalna głębokość – 28 m. Brzegi wysokie w większości zalesione. Na północy łączy się z jeziorem Sambród, na południu z jeziorem Ilińsk, od wschodu połączenie z Kanałem Duckim z jeziorem Bartężek).
Brzeziniak (niem. Birkenbruch) – bagno, położone na północny zachód od wsi Szymonowo.